# Caspar Friedrich Wolff

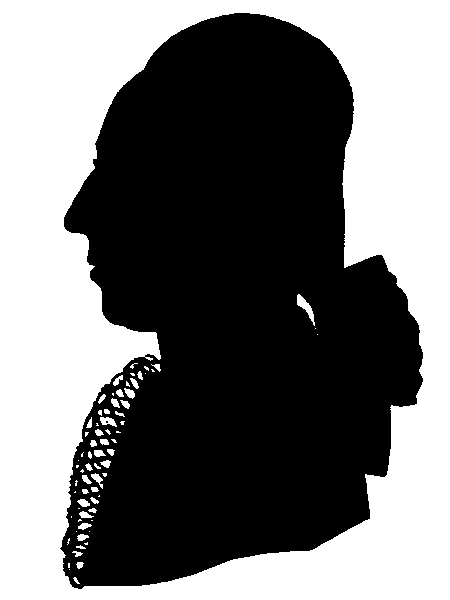
Caspar Friedrch Wolff.

Caspar Friedrich Wolff (Berlín, 18 de enero de 1733 - San Petersburgo, 22 de febrero de 1794) fue uno de los fundadores de la embriología.

## Biografía
En 1759, Wolff se graduó en la Universidad de Halle con una tesis titulada Theoria Generationis.
Durante la Guerra de los siete años, Wolff fue llamado a filas como doctor del ejército prusiano. A su vuelta tuvo serias dificultades para reincorporarse a la vida académica. Finalmente, en 1767 y con ayuda del matemático Leonhard Euler obtuvo una cátedra de anatomía en la Academia de las Ciencias de San Petersburgo.
Sus dominios de estudios fueron la Embriología (campo del que se le considera padre), la Anatomía y la Botánica.

## Obra
En su obra Theoria Generationis (1759), Wolff recuperó la teoría de la epigénesis defendida por Aristóteles y William Harvey. Se oponía así a la teoría tradicional, que sostenía que los organismos estaban ya preformados en el semen (preformacionismo).
El trabajo consistía en tres partes dedicadas al desarrollo de las plantas, el desarrollo de los animales y consideraciones teóricas:
- Wolff investigó detalladamente la metamorfosis de las plantas, destacando que los rudimentos de las hojas son básicamente similares a los de partes de la flor y que los rudimentos de ambos derivan de un tejido esencialmente indiferenciado.
- El estudio del desarrollo vegetal llevó a Wolff a su premisa fundamental: tanto en los animales como en las plantas, el desarrollo procede por diferenciación gradual de un material originalmente homogéneo.
- La primera prueba de la epigénesis animal la obtuvo Wolff de sus experimentos con embriones de pollo, donde demostró que las venas sanguíneas del blastodermo no estaban presentes desde el principio. Así mismo, demostró que los órganos animales se forman por el plegamiento en tubos de capas homogéneas ("hojas"), anticipando la futura teoría de las capas germinales.

Tanto en Theoria generationis (1759) como en De Formatione intestinorum (1768-1769), Wolff defendió que el embrión se formaba a partir de un fluido homogéneo que iría adquiriendo forma gracias a una "fuerza esencial" (vis essentialis) material, una explicación que se enfrentaba al mecanicismo de los preformacionistas.

## Legado
Sus puntos de vista no fueron bien recibidos, especialmente por Albrecht von Haller.
Su obra fue muy conocida a finales del siglo XVIII. Tanto científicos como Johann Friedrich Blumenbach y filósofos como Johann Gottfried Herder lo mencionan en sus escritos.
- La abreviatura «C. F. Wolff» se emplea para indicar a Caspar Friedrich Wolff como autoridad en la descripción y clasificación científica de los vegetales.[2]